# دينيسي كاروسو
دينيسي كاروسو (بالإنجليزية: Denise Caruso)‏ هي صحفية أمريكية، ولدت في 1956.